# KIKIFLY
KIKIFLY (roj. Kristijan Crnica, 14. januar 1990) je slovenski glam pop pevec, tekstopisec, producent in vokalist. Ustvarja v slovenščini, hrvaščini in angleščini. Poleg avtorske glasbe zase piše tudi za druge izvajalce, ustvarja projekte za otroke in odrasle ter vodi kulturne dogodke. Je avtor in umetniški vodja številnih koncertov, med drugim tudi v Cankarjevem domu.

## Izobrazba in umetniški razvoj
Obiskoval je Srednjo šolo za oblikovanje Maribor (SŠOM). Glasbeno in pedagoško znanje je dopolnjeval z mentorskim učenjem pri glasbenikih, kot so Janez Križaj (zvokovanje), Žare Pak (produkcija vokala), Martin Jošt (klasična kompozicija), Nataša Nahtigal, Dada Kladnik in Maja Keuc (solopetje).
V Londonu je deloval kot ulični glasbenik (busker) z uradno licenco in s tem začel svojo mednarodno glasbeno pot.

## Delo z otroki in pedagoški projekti
Na Osnovni šoli Lila v Ljubljani poučuje že več kot desetletje, kjer kot mentor soustvarja številne umetniške projekte – od lutkovnih predstav in muzikalov do filmov in razstav. Z učenci je ustvaril več kot 50 otroških pesmi, iz katerih je nastal izbran album z naslovom Igra življenja, posnet s simfoničnim orkestrom v sodelovanju s skladateljem Martinom Joštom in producentom Janezom Križajem.
16. maja 2024 je z otroki in povabljenimi glasbeniki (Alenka Godec, Tinkara Kovač, Domen Gracej, Peter Smerdel) v Cankarjevem domu izpeljal razprodani koncert, ki je predstavil projekt širši javnosti.
Je tudi avtor glasbene pravljice »Veverica in medvedek«, ki je izšla na CD-ju in je na voljo v slovenskih knjižnicah.

## Življenje in delo
KIKIFLY se je že v srednješolskih letih uveljavil z igranjem v predstavi »Showtime« v okviru EST, ki je gostovala tudi v Cankarjevem domu. Kot avtor, pevec in producent deluje na številnih slovenskih festivalih in koncertnih prizoriščih: Lent, Kavč festival, SNG Maribor, Bob leta, Cvetličarna, Zorica, KGB Maribor, Europark Maribor, Klubaru Kranj idr.
Nastopal je tudi na Hrvaškem, v Avstriji in Italiji ter kot finalist v oddaji Hrvaški Supertalent.
Sodeloval je z mnogimi slovenskimi umetniki, med drugim z: Tinkara Kovač, Alenka Godec, Rok Terkaj, Lado Bizovičar, Omar Naber, Nuška Drašček, Žan Serčič, Anabel, Stuart Epps in drugimi.

## Diskografija

### Albumi
- Igra življenja (2024) – otroški simfonični album z učenci in simfoničnim orkestrom

### Singli (izbor)
- Na vseh poteh
- Bela
- Dvigamo se višje
- Vrni se k sebi

## Pomembnejši nastopi
- Koncert v Cankarjevem domu (2024)
- Lent Festival (2021)
- Kavč festival (2021)
- Bob leta (2023)
- Supertalent Hrvaška (finalist)
- Rock Mulčki na Kongresnem trgu (2023)
- Europark Maribor (2023)
- Mednarodni reggae festival Overjam (2023)
- Dunaj – koncert s skupino Tremostat (2023)

## Medijska prepoznavnost
KIKIFLY je bil predstavljen v številnih medijih, kar potrjuje njegovo relevantnost:
- Intervju za Metropolitan.si
- Članek o otroškem albumu na Metropolitan.si
- Koncert v Cankarjevem domu na 24ur.com
- Nastop v oddaji »V petek zvečer«
- Oddaja Živ Žav – RTV SLO
- Elle.si – članek o osebni preobrazbi